# JSM Challenger of Champaign-Urbana 2013
Il JSM Challenger of Champaign-Urbana 2013 è stato un torneo di tennis facente parte della categoria ATP Challenger Tour nell'ambito dell'ATP Challenger Tour 2013. È stata la 18ª edizione del torneo che si è giocato a Champaign negli Stati Uniti dall'11 al 17 novembre 2013 su campi in cemento indoor e aveva un montepremi di 50 000 $.

## Partecipanti singolare

### Teste di serie
| Nazionalità | Giocatore          | Ranking* | Testa di serie |
| ----------- | ------------------ | -------- | -------------- |
| Stati Uniti | Tim Smyczek        | 81       | 1              |
| Stati Uniti | Jack Sock          | 91       | 2              |
| Stati Uniti | Rajeev Ram         | 123      | 3              |
| Stati Uniti | Alex Kuznetsov     | 139      | 4              |
| Canada      | Peter Polansky     | 150      | 5              |
| Sudafrica   | Rik De Voest       | 174      | 6              |
| Australia   | Samuel Groth       | 194      | 7              |
| Australia   | John-Patrick Smith | 220      | 8              |

- Ranking al 4 novembre 2013.

### Altri partecipanti
Giocatori che hanno ricevuto una wild card:
- Marcos Giron
- Jared Hiltzik
- Tim Kopinski
- Dennis Nevolo

Giocatori che sono passati dalle qualificazioni:
- Daniel Smethurst
- Dimitar Kutrovsky
- Joshua Milton
- Evan King

Giocatori che hanno ricevuto un entry come alternate:
- Sanam Singh

## Vincitori

### Singolare
Tennys Sandgren ha battuto in finale  Samuel Groth con il punteggio di 3–6, 6–3, 7–6(5).

### Doppio
Edward Corrie /  Daniel Smethurst hanno battuto in finale  Austin Krajicek /  Tennys Sandgren con il punteggio di 7–6(5), 0–6, [10–7].